# Sant Dnyaneshwar
Sant Dnyaneshwar (Marathi संत ज्ञानेश्वर Sant Jñāneśvar) ist ein indischer Heiligenfilm von Vishnupant Govind Damle und Sheikh Fattelal aus dem Jahr 1940. Die Filmbiografie befasst sich mit dem hinduistischen Dichter Dnyaneshwar (1275–1296).

## Handlung
Der junge Dnyandev bettelt mit religiösen Liedern im Ort Alandi um Almosen, da sein Vater Vitthalpant mitsamt seiner Frau Rukminibai und den vier Kindern Nivritti, Dnyandev, Sopal und Muktabai aus der Gemeinschaft ausgestoßen wurde. Dieser wurde nach einem Streit mit seiner Frau Sannyasin, kehrte zu ihr aber entgegen dem religiösen Gebot wieder zurück und lebte wieder mit ihr zusammen. Die Familie wird insbesondere von den Männern des Ortes gemieden, doch das Mädchen Nimu – Tochter des einflussreichen Brahmanen Visoba – hat ein Herz für Dnyandev.
Als die Erniedrigungen der Familie unerträglich werden, bittet Vitthalpant den Priester Gangadhar, die religiösen Schriften nach einer Möglichkeit seiner religiösen Reinigung zu befragen. Aber weder bei Yajnavalkya noch in den Dharmashastras findet sich eine Lösung. Vitthalpant begeistert seine Söhne Nivritti und Dnyandev noch von der Ideen den Armen die Bhagavad Gita auf Marathi zu lehren und in der folgenden Nacht ertränken sich die Eheleute aus Resignation.
Nimu bemüht sich noch einmal beim Priester Gangadhar um die Rehabilitation der Waisen. Doch der kann sie nur mit einem Referenzschreiben an den Guru Vidyadhar in Paithan als nächsthöhere religiöse Autorität verweisen. Auch dessen Gelehrte finden keine Lösung für den Fall der vier Kinder in den Schriften, außer dem Rat Gott Krishna zu preisen. Dnyandev fordert die Gelehrten heraus, indem er ihre Entscheidung nach den Schriften in Frage stellt, wenn doch darin nichts über Kinder eines von den religiösen Regeln abgefallenen Asketen steht. Die Behauptung des altklugen Jungen, dass Gott in jeder Seele ruht und alle Seelen eins sind, soll er dadurch unter Beweis stellen, dass er einen Büffel zum Reden bringt. Das Wunder gelingt Dnyandev, der Büffel spricht das von ihm begonnene Mantra zu Ende. Der überzeugte Vidyadhar bestätigt den Kindern daraufhin ihre Reinheit.
Die Brahmanen von Alandi lassen sich aber von dem Schreiben nicht beeindrucken und verweigern den Kindern die Wiederaufnahme in die Gemeinschaft. Nivritti schlägt vor, die Menschen durch das Predigen der Lehren der Gita zu ihnen kommen zu lassen und nicht länger traurig zu sein. In einem Dorf befreit Dnyandev die Bewohner von ihrem Aberglauben um eine von Geistern besessene Wasserquelle und gewinnt mit gottpreisenden Liedern erste Anhänger.
Die Szene wechselt zum Gesang des erwachsenen Dyandev mit Bruder Nivritti und Schwester Muktabai. Visoba will seine Tochter Nimu verheiraten, aber ihre Zuneigung zu Dyandev vereitelt den Plan. Dnyaneshwar wird inzwischen auch in Alandi als Heiliger verehrt, Gangadhar ist sein Anhänger geworden. Die letzten sieben Brahmanen um Visoba widerstehen dem Massenphänomen Dyaneshwars und bitten den Sadhu Changdev mit seinen hunderttausenden Anhängern die Korruption der Religion durch Dnyaneshwar zu beenden. Es kommt zum Streit der Anhänger beider Seiten, den Dnyaneshwar durch Selbstaufopferung beenden will.
Changdevs Neugier wird von den Erzählungen der Wunder Dnyaneshwars angefacht. Er möchte sich mit ihm treffen und reitet auf seinem Tiger nach Alandi. Dnyaneshwar und seine Geschwister kommen ihm auf einer Mauer entgegengeflogen. Changdev gibt sich geschlagen und wird Anhänger Dnyaneshwars. Zuletzt gibt Visoba seinen Widerstand gegen Dnyaneshwar auf. Dieser hat seine Mission erfüllt und lässt sich in Alandi in Samadhi lebendig begraben.

## Hintergrund
Mit Sant Dnyaneshwar sollte der Erfolg von Sant Tukaram (1936) mit größerem Budget und größerem Hintergrund wiederholt werden. Der Dichter Dnyaneshwar bot sich für dieses Unterfangen besonders an. Als erster der als heilig verehrten, klassischen Marathi-Dichter schrieb er einen Kommentar zur Bhagavad Gita, das Dnyaneshwari, im Ovi-Versrhythmus und unter Verwendung der Umgangssprache. Mehr noch als Tukaram oder Eknath wird Dnyaneshwar mit dem Vollbringen von Wundertaten in Verbindung gebracht und seine Heldentaten in der Kirtan-Form religiöser Erzählung vermittelt.
Sant Dnyaneshwar wurde als Versionenfilm in einer Fassung auf Marathi und einer auf Hindi gedreht. Raja Nene war hier Regieassistent von Damle und Fattelal. Die Liedtexte zur Musik von Keshavrao Bhole schrieb Shantaram Athavale in der Marathi-Version des Films; in der Hindi-Version stammen sie von P. L. Santoshi und Mukhram Sharma ‚Ashant‘. Vasant Desai ist als Darsteller und als Playbacksänger im Film präsent. Der Film hat die neun Lieder Bagha Mangal Din Aala, Maata Pita Bandhu, Aamhi Daivache Daivache, Ek Tatva Naam, Aala Re Anand Jhala Re, Charan Sharan Deva, Anand Anand Awagha, Sadhu Bodh Jhala und Soniyacha Diwas.

## Kritik
Massenszenen, aufwändige Sets und komplizierte Wunder-Szenen zeigen die spektakulären Ambitionen des Films. Wie auch im letzten Heiligen-Film der Regisseure, Sant Sakhu (1941), finden diese Bemühungen ihren Ausdruck in einer wirkungsvollen Mise-en-scène. Die Handlung entwickelt sich in Frontalaufnahmen um einen festen Punkt der Position des Göttlichen, die mit Fortschreiten des Filmes mehr und mehr von Dnyaneshwar eingenommen wird.